# Dicranomyia (Dicranomyia) waitakeriae
Dicranomyia (Dicranomyia) waitakeriae is een tweevleugelige uit de familie steltmuggen (Limoniidae). De soort komt voor in het Australaziatisch gebied.